# Dasyuris partheniata
Dasyuris partheniata là một loài bướm đêm trong họ Geometridae.